# Рамалла и эль-Бира
Рамалла и эль-Бира (араб. محافظة رام الله و البيرة‎) — одна из 16 провинций Государства Палестина на Западном берегу реки Иордан и сектора Газа. Покрывает большую часть центрального Западного берега.
Согласно переписи 2017 года, население провинции составляет 328 861 человек

## Археология и палеоантропология
Самые южные свидетельства существования неандертальцев найдены в пещере Шукба, расположенной близ города Шукба. Вместе с зубом неандертальца (нижний правый постоянный первый моляр M1) NHMUK PA EM 3869 в брекчии слоя D найдены каменные орудия нубийской технологии Леваллуа, ранее считавшиеся характерными для Homo sapiens.